# Glen Cook
Pour les articles homonymes, voir Cook.
Œuvres principales
- Cycle de la Compagnie noire
- Garrett détective privé

Glen Cook, né le 9 juillet 1944 à New York, est un écrivain américain de dark fantasy célèbre pour son œuvre le Cycle de la Compagnie noire.

## Biographie
Glen Cook est né le 9 juillet 1944 à New York aux États-Unis. Il a grandi au nord de la Californie et a étudié la psychologie à l'université du Missouri.

Il a commencé à écrire quelques nouvelles au collège, puis pris part à la rédaction du journal de son lycée mais a cessé d’écrire lors de ses années à l’université et dans l’US Navy où il passera quelques années.
Il a réellement commencé sa carrière d'écrivain en 1970 (son premier travail d'écriture rémunéré). Il  travaille alors dans une usine d'assemblage de General Motors dans laquelle il va rester plus de 30 ans. Selon Glen Cook lui-même, il aurait écrit de nombreux livres lors de ses heures de travail.
Glen Cook se passionne pour l'histoire militaire et la philatélie. Il a récemment pris sa retraite et vit aujourd'hui à Saint-Louis (Missouri).

## Œuvres
Dans l'ordre de lecture

### Cycle de la Compagnie noire
Le Cycle de la Compagnie Noire comprend pour l'instant treize livres disponibles en français, répartis en trois cycles :

#### Les Livres du Nord
1. La Compagnie noire, L'Atalante, coll. Bibliothèque de l'évasion, 1998 ((en) The Black Company, 1984)
2. Le Château noir, L'Atalante, coll. Bibliothèque de l'évasion, 1999 ((en) Shadows Linger, 1984)
3. La Rose blanche, L'Atalante, coll. La Dentelle du cygne, 1999 ((en) The White Rose, 1985)

#### Série dérivée des Livres de Nord
1. La Pointe d'argent, L'Atalante, coll. La Dentelle du cygne, 2002 ((en) The Silver Spike, 1989)Présentée par l'éditeur français comme le troisième tome des Livres du Sud

#### Les Livres du Sud
1. Jeux d'ombres, L'Atalante, coll. La Dentelle du cygne, 2001 ((en) Shadow Games, 1989)
2. Rêves d'acier, L'Atalante, coll. La Dentelle du cygne, 2001 ((en) Dreams of Steel, 1990)

#### Les Livres de la pierre scintillante
1. Saisons funestes, L'Atalante, coll. La Dentelle du cygne, 2003 ((en) Bleak Seasons, 1996)
2. Elle est les ténèbres, L'Atalante, coll. La Dentelle du cygne, 2004 ((en) She is the Darkness, 1997)Traduction française en deux tomes
3. L'eau dort, L'Atalante, coll. La Dentelle du cygne, 2005 ((en) Water Sleeps, 1999)Traduction française en deux tomes
4. Soldats de pierre, L'Atalante, coll. La Dentelle du cygne, 2006 ((en) Soldiers Live, 2000)Traduction française en deux tomes

#### Romans indépendants
- (en) Port of Shadows, 2018
- (en) A Pitiless Rain[2] :
  - (en) Lies Weeping, Book 1 of A Pitiless Rain, 2025
  - (en) They Cry, Book 2 of A Pitiless Rain, 2026
  - (en) Summer Grass, Book 3 of A Pitiless Rain, TBA
  - (en) Darkness Knows, Book 4 of A Pitiless Rain, TBA

#### Nouvelles
Ces nouvelles prennent place pendant les quatre premières années de l'ellipse de 6 ans entre Le Château Noir et la Rose Blanche. 
1. "Shaggy Dog Bridge"—dans Fearsome Journeys: The New Solaris Book of Fantasy, édité par Jonathan Strahan, publié par Solaris (2013)
2. "Bone Eaters"—dans Operation Arcana, édité par John Joseph Adams, publié par Baen (2015)
3. "Chasing Midnight"—dans The Best of Glen Cook, publié par Night Shade (2019)
4. "Cranky Bitch"—dans Songs of Valor, publié par New Mythology Press (2021)
5. "Leta of the Thousand Sorrows"—dans Keen Edge of Valor, publié par New Mythology Press (2022)

"Shaggy Dog Bridge" et "Bone Eaters" ont été réédités dans The Best of Glen Cook, recueil où la nouvelle "Chasing Midnight" est apparue pour la première fois.

### Les Instrumentalités de la nuit
1. La Tyrannie de la nuit, L'Atalante, coll. La Dentelle du cygne, 2008 ((en) The Tyranny of the Night, 2005)
2. Seigneur du royaume silencieux, L'Atalante, coll. La Dentelle du cygne, 2009 ((en) Lord of the Silent Kingdom, 2007)
3. Soumettez-vous à la nuit, L'Atalante, coll. La Dentelle du cygne, 2011 ((en) Surrender to the Will of the Night, 2010)Traduction française en deux tomes
4. (en) Working the Gods' Mischief, 2014

### Garrett détective privé
1. La Belle aux bleus d'argent, L'Atalante, coll. La Dentelle du cygne, 2003 ((en) Sweet Silver Blues, 1987)Garret est engagé mystérieusement par la famille d'un ancien frère d'armes, Denis Tate, décédé subitement, pour tenter de retrouver l'héritière d'une fortune colossale mentionnée sur le testament du mort. S'ensuit alors une quête pour rejoindre cette femme mystérieuse dont le détective fut l'amant dans sa jeunesse. Accompagné de son ami Morlet, un elfe démesuré, coureur de jupons mais végétarien, et des triplés jouant les gardes du corps, il va faire un périlleux voyage où l'action et la bière rythment sans cesse le déroulement de l'intrigue.
2. Cœur d'or à l'amer, L'Atalante, coll. La Dentelle du cygne, 2004 ((en) Bitter Gold Hearts, 1988)
3. Pour quelques deniers de cuivre, L'Atalante, coll. La Dentelle du cygne, 2005 ((en) Cold Copper Tears, 1989)
4. Chagrins de ferraille, L'Atalante, coll. La Dentelle du cygne, 2007 ((en) Old Tin Sorrows, 1989) [détail des éditions]
5. Feuille de laiton et reliure d'ombre, L'Atalante, coll. La Dentelle du cygne, 2008 ((en) Dread Brass Shadows, 1990)
6. Nuits au fer rouge, L'Atalante, coll. La Dentelle du cygne, 2011 ((en) Red Iron Nights, 1991)
7. Mensonges au vif-argent, L'Atalante, coll. La Dentelle du cygne, 2013 ((en) Deadly Quicksilver Lies, 1994)
8. (en) Petty Pewter Gods, 1995
9. (en) Faded Steel Heat, 1999
10. (en) Angry Lead Skies, 2002
11. (en) Whispering Nickel Idols, 2005
12. (en) Cruel Zinc Melodies, 2008
13. (en) Gilded Latten Bones, 2010
14. (en) Wicked Bronze Ambition, 2013

### Dread Empire

#### Prologues
1. (en) The Fire in His Hands, 1984
2. (en) With Mercy Toward None, 1985

#### Corps de l'œuvre
1. (en) A Shadow of All Night Falling, 1979
2. (en) October's Baby, 1980
3. (en) All Darkness Met, 1980

#### Suites
1. (en) Reap the East Wind, 1987
2. (en) An Ill Fate Marshalling, 1988
3. (en) A Path to Coldness of Heart, 2012

### Starfishers
1. (en) Shadowline, 1982
2. (en) Starfishers, 1982
3. (en) Star's End, 1982

HS (en) Passage at Arms, 1985

### Dark War
1. (en) Doomstalker, 1985
2. (en) Warlock, 1985
3. (en) Ceremony, 1986

### Romans indépendants
- (en) The Swap Academy, 1970Paru sous le pseudonyme de Greg Stevens
- (en) The Heirs of Babylon, 1973
- (en) A Matter of Time, 1985
- Le dragon ne dort jamais, L'Atalante, coll. La Dentelle du cygne, 2000 ((en) The Dragon Never Sleeps, 1988) [détail des éditions]
- Qushmarrah, le prix de la liberté, L'Atalante, coll. La Dentelle du cygne, 2007 ((en) The Tower of Fear, 1989) [détail des éditions]
- (en) The SwordBearer, 1990
- (en) Sung in Blood, 1992